# 프란치스코 호마루스

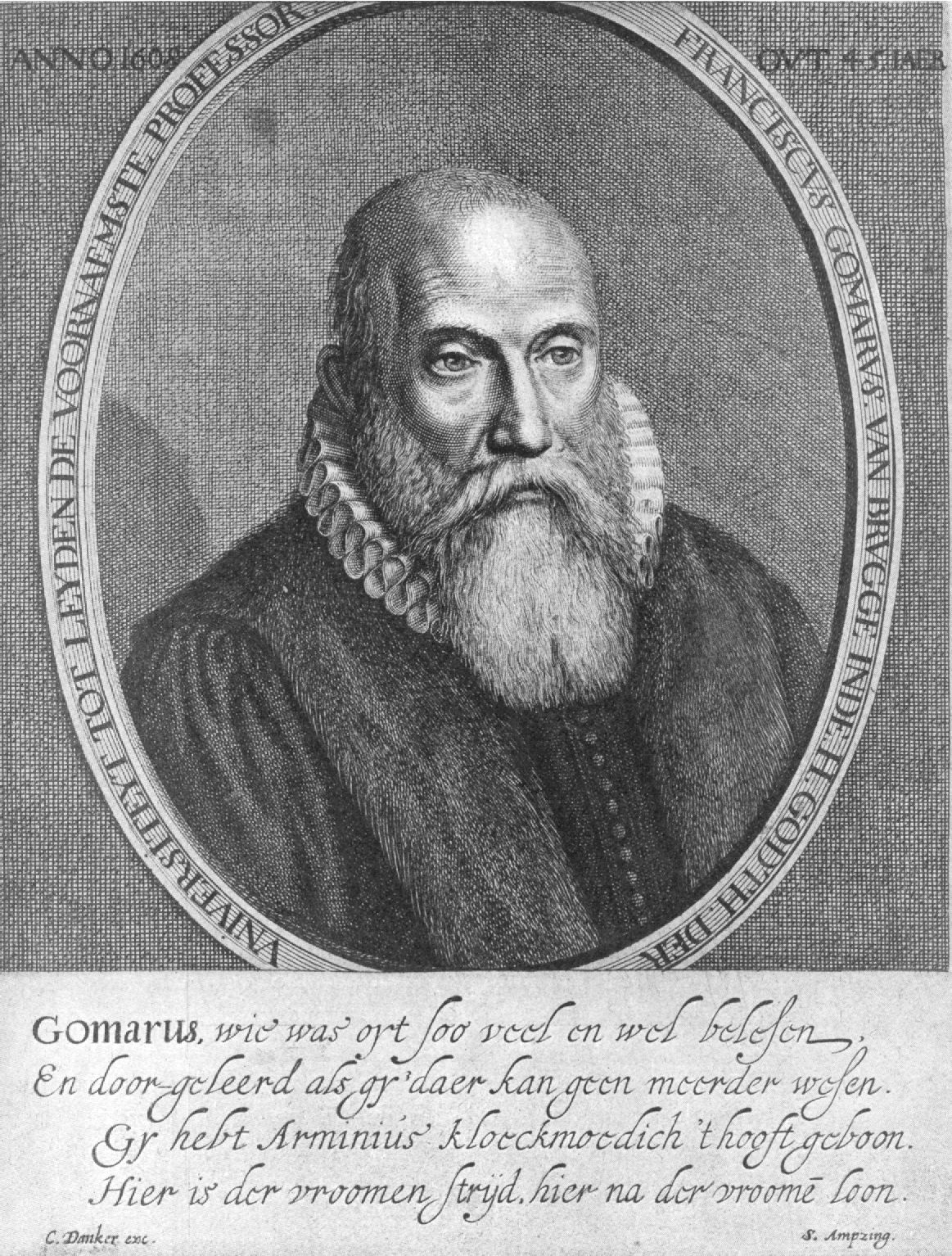
프란치스코 호마루스(Franciscus Gomarus)

프란치스코 호마루스(Franciscus Gomarus, 1563년 1월 30 - 1641년 1월 11일, 흐로닝언 출생)는 영어로 고마루스라고도 불린다. 네덜란드의 신학자, 철저한 칼빈주의자이며, 특히 도르트 총회(1618-19)에서 신학적인 논쟁을 일으켰던 야코부스 아르미니우스와 그의 추종자들의 교리에 반대자였다. 아르미니우스의 교리를 인간의 자력구원을 강조했던 펠라기우스주의라고 보았으며 믿음의 규칙으로서 절대 예정론에 따라서 모든 성경을 해석할 것을 주장하였다. 사후에 그의 화란어 구약성경이 번역되어 출판되었다. 도르트 총회에서 아르미니우스주의 교리를 정죄하는데 주도적인 역할을 하였다.

## 같이 보기
- 디릭 코른헤르트
- 아르미니우스주의